# Gleisjochverlegekran Platow UK 25/9
Der Gleisjochverlegekran Platow UK 25/9 ist ein gleisgebundener Vorbaukran, der zum Verlegen und Ausbauen von Gleisjochen dient. Er wurde in der Sowjetunion entwickelt und hergestellt, später auch in Lizenz bei Kirow in Leipzig. Eingesetzt wurde er unter anderem bei der Deutschen Reichsbahn im Gleisbau.

## Aufbau
Der Gleisjochverlegekran besteht aus einem Wagen mit zwei dreiachsigen Drehgestellen, auf dem sich ein Ausleger mit vier Stützen abstützt. In den Rahmen des Wagens ist eine Kraftanlage integriert, die aus zwei Dieselgeneratorgruppen besteht. Diese bestehen jeweils aus einem Dieselmotor und einem Gleichstromgenerator. Sie versorgen die Fahrmotoren der Drehgestelle, die Kranmechanik sowie die Beleuchtung mit elektrischer Energie. In den dreiachsigen Drehgestellen sind jeweils zwei elektrische Fahrmotoren untergebracht. Der Kraftstoff ist in zwei Behältern gelagert. Der Wagen ist zusätzlich mit einer Bremsanlage ausgestattet, die aus zwei Kompressoren, Druckluftbehältern und zweiseitigen Bremsbacken besteht.
In den Flanschen des Auslegers laufen zwei Laufkatzen, die mithilfe einer Zugwinde horizontal bewegt werden können. Mit der Hubwinde werden bewegliche Bügel abgelassen bzw. angehoben. An diesen Bügeln sind Traversen zur Befestigung der Gleisjoche angebracht.
Der Ausleger kann hydraulisch zwischen Transport- und Arbeitsstellung gehoben bzw. gesenkt werden. Mithilfe einer weiteren Zugwinde können die Gleisjoch-Pakete von den Gleisjoch-Transportwagen zum Gleisjochverlegekran gezogen werden. Dafür sind die Gleisjoch-Transportwagen mit Rollenvorrichtungen ausgestattet.
Der Kran hat eine Tragfähigkeit von 9 Megapond und kann somit Gleisjoche mit Holz- oder Stahlschwellen von bis zu 25 m Länge bzw. Gleisjoche mit Betonschwellen von bis zu 15 m Länge heben.